# Минејско краљевство
Минејско краљевство (старојужноарапски језик:   , арапски: مملكة معين, Мамлакат Маʿин, енглески: Kingdom of Ma'in), било је једно од античких племенских јеменских краљевина уз ; Катабан, Хадрамаут и Сабу. То мало краљевство простирало се на северу Јемена.

## Историја
О раној историји тог сјевернојеменског краљевства не зна се готово ништа, по неким историчарима оно се појављује већ у 13. веку п. н. е., а по некима тек при крају 4. века п. н. е. О њихову краљевству први је писао Ератостен грчки географ (276. п. н. е. - 194. п. н. е.) који навео да Јеменом доминирају четири племена; Минејци, Сабејци, Хадрами и Катабани.
Подручје каснијег Минејског краљевства Сајхад, први пут се спомиње за време владавине сабејског владара (мукариба) Карибил Ватара, тад је ту егзистирало неколико малих градских држава уз Вади ел Џауф, које су биле под јаким утицајем Сабе.
Из тог раздобља су натписи из града државе Харам, који показују јасан утицај сабејског језика на минејски језик. У 6. веку п. н. е. спомиње се Минејско краљевство као вазална држава Сабејског краљевства. Око 400. године п. н. е. Минејци су у савезу са Хадрамаутским краљевством успели да се ослободе владавине Сабејског краљевства и да постану потпуно независни.
У 4. веку. п. н. е. иста владарска династија влада у Минејском краљевству и Хадрамауту, то савезништво се распало највероватније у другој половини тог века. У почетку је минејска престолница била Џатил' (данашњи Баракиш), а касније Карна (данашња Сада у Мухафази Ел Џауф. Минејски зенит био је током 3. веку п. н. е. кад су Минејци успели да задобију контролу на великим делом караванског Пута тамјана, проширивши своју власт и на саудијске градове у Наџрану, Асиру и Хиџазу.
За владавине Вакахила Садика I (по Херману вон Висману он је владао око 360. п. н. е., а по Кенету А. Ктичену око 190. - 175. п. н. е.) Минејци су успел даи прошире своју власт дубоко на север, све до града Дедана (поред Меке). Тад су њихови трговци пловили и трговали по Црвеном мору и Егејском мору.
При крају 2. века п. н. е. Минејско краљевство потпало је под власт Катабана, свега неколико деценија касније пропао је Катабан. У време војне експедиције римског префекта Египта Аелиуса Галуса на Јемен 25. - 24. п. н. е. Минејска територија поновно је била под влашћу Сабе.

### Минејски владари
Редослед и датирање минејских владара врло је проблематично, доња таблица једна је од могућих реконструкција. Она је резултат проучавања експерта за јеменску историју Кенета Китчена, јако се разликује од сличног рада Хермана вон Висманна (и његов рад је једнако вероватан).
| Име              | Време (вероватно) | Белешке                                                                         |
| ---------------- | ----------------- | ------------------------------------------------------------------------------- |
| Амџита Набат     |                   | Оснивач и први познати владар Минејског краљевства, за ког постоји писани запис |
| Абџада I         |                   |                                                                                 |
| Хуфн Садик       |                   |                                                                                 |
| Иљафа Џафуш      |                   |                                                                                 |
| Абџада II Џита   | око 343. п. н. е. |                                                                                 |
| Вакаил Риџам     |                   |                                                                                 |
| Хуфн             |                   |                                                                                 |
| Абкариб II Садик |                   |                                                                                 |
| Џитаил Риџам     |                   | сабејски вазал                                                                  |
| Тубакариб        |                   | сабејски вазал                                                                  |
| Хаџу             |                   |                                                                                 |
| Абџада III Риџам |                   |                                                                                 |
| Иљафа Џита       |                   |                                                                                 |
| Абџада IV        |                   |                                                                                 |
| Чалкариб Садик   |                   | он је изградио храм Расф у Карни                                                |
| Хуфн Џита        |                   |                                                                                 |
| Иљафа Риџам      |                   | Први доказ о контроли Пута тамјана                                              |
| Хауфиатат        |                   | Први доказ о контроли Пута тамјана                                              |
| Иљафа Вака       |                   |                                                                                 |
| Вакахил Садик I  |                   | Први краљ са натписом из Дедана                                                 |
| Абкариб III Џита |                   | у почетку савладар уз оца                                                       |
| Вакахил Садик II |                   | у почетку савладар уз оца                                                       |
| Иљафа Џашур      |                   |                                                                                 |
| Вакахил Набат    |                   | Задњи краљ са натписом у Дедану                                                 |
| Хуфн Риџам       |                   | Задњи краљ са натписом у Дедану                                                 |
| Џитхаил Садик    |                   |                                                                                 |
| Вакахил Џита     | пре 25. п. н. е.  | Вазал катабанског краља Шахр Џигала Џухаргиба II                                |
| Иљафа Џашур      | пре 25. п. н. е.  | Вазал катабанског краља Шахр Џигала Џухаргиба II                                |